# ایو استوارت
ایو استوارت (انگلیسی: Eve Stewart؛ زادهٔ ۱۳ ژانویهٔ ۱۹۹۸)  قایقران روئینگ زن اهل بریتانیا است.
وی در مسابقات کشوری و بین‌المللی در مجموع برندهٔ ۱ مدال نقره شده است.